# Маккей, Дункан
Дункан Маккей (англ. Duncan MacKay; 14 июля 1937, Глазго — 26 декабря 2019) — шотландский футболист и футбольный тренер, играл на позиции правого защитника.

## Биография

### Клубная карьера
Маккей в течение девяти сезонов играл за «Селтик», за который дебютировал в основном составе 9 августа 1958 года в матче Кубка шотландской лиги против «Клайда» — «Селтик» выиграл ту встречу со счётом 4:1. В 1961 году был назначен капитаном команды вместо Берти Пикока. В должности капитана «кельтов» Маккей оставался в течение двух лет. В 1963 году лишился капитанской повязки и из-за травм выпадал из основного состава. Всего за «Селтик» во всех турнирах сыграл 236 матчей.
В ноябре 1964 года перешёл в «Терд Ланарк», в котором играл в течение одного сезона. По окончании сезона уехал в Австралию, где в течение семи сезонов играл за «Мельбурн Кроатия». В составе клуба из Мельбурна выиграл несколько трофеев на национальном уровне.
Затем был играющим тренером в клубах «Сент-Энтони» и «Перт Аззури». С австралийским клубом он также завоевал несколько титулов и в 1977 году окончательно ушёл из футбола.

### Карьера в сборной
В составе сборной Шотландии дебютировал 11 апреля 1959 года в матче со сборной Англии — Англия выиграла тот матч со счётом 1:0. Всего за сборную Шотландии сыграл 14 матчей и не отметился забитыми мячами.

### Смерть
Скончался в декабре 2019 года в возрасте 82 лет. В источниках указывается дата смерти как 23 декабря, но о смерти было объявлено 26 декабря.